# Чорний вівторок
Чорний вівторок (англ. Black Tuesday) — американський фільм-нуар режисера Уго Фрегонезе 1954 року.

## Сюжет
Порочний гангстер Вінсент Канеллі здійснює зухвалу втечу з в'язниці за кілька хвилин до страти на електричному стільці. Він бере з собою Пітера Меннінга - грабіжника банку і вбивцю поліцейського, якого мали стратити слідом за ним.

## У ролях
- Едвард Дж. Робінсон — Вінсент Канеллі
- Пітер Грейвз — Пітер Меннінг
- Джин Паркер — Хатті Комбест
- Мілберн Стоун — батько Слокум
- Воррен Стівенс — Джої Стюарт
- Джек Келлі — Френк Карсон
- Сільвія Фіндлі — Еллен Норріс
- Джеймс Белл — Джон Норріс
- Вік Перрін — доктор Гарт
- Гаррі Бартелл — Боланд
- Расселл Джонсон — Говард Слоун
- Пол Максі — Дональдсон
- Вільям Шеллерт — Коллінз
- Дік Річ — Бенні